# گروه آرپی‌اس
گروه آرپی‌اس (انگلیسی: RPS Group) شرکت اکتشاف و تولید نفت بریتانیایی است، که در سال ۱۹۷۲ تأسیس شد.